# Friedrich Brömmel

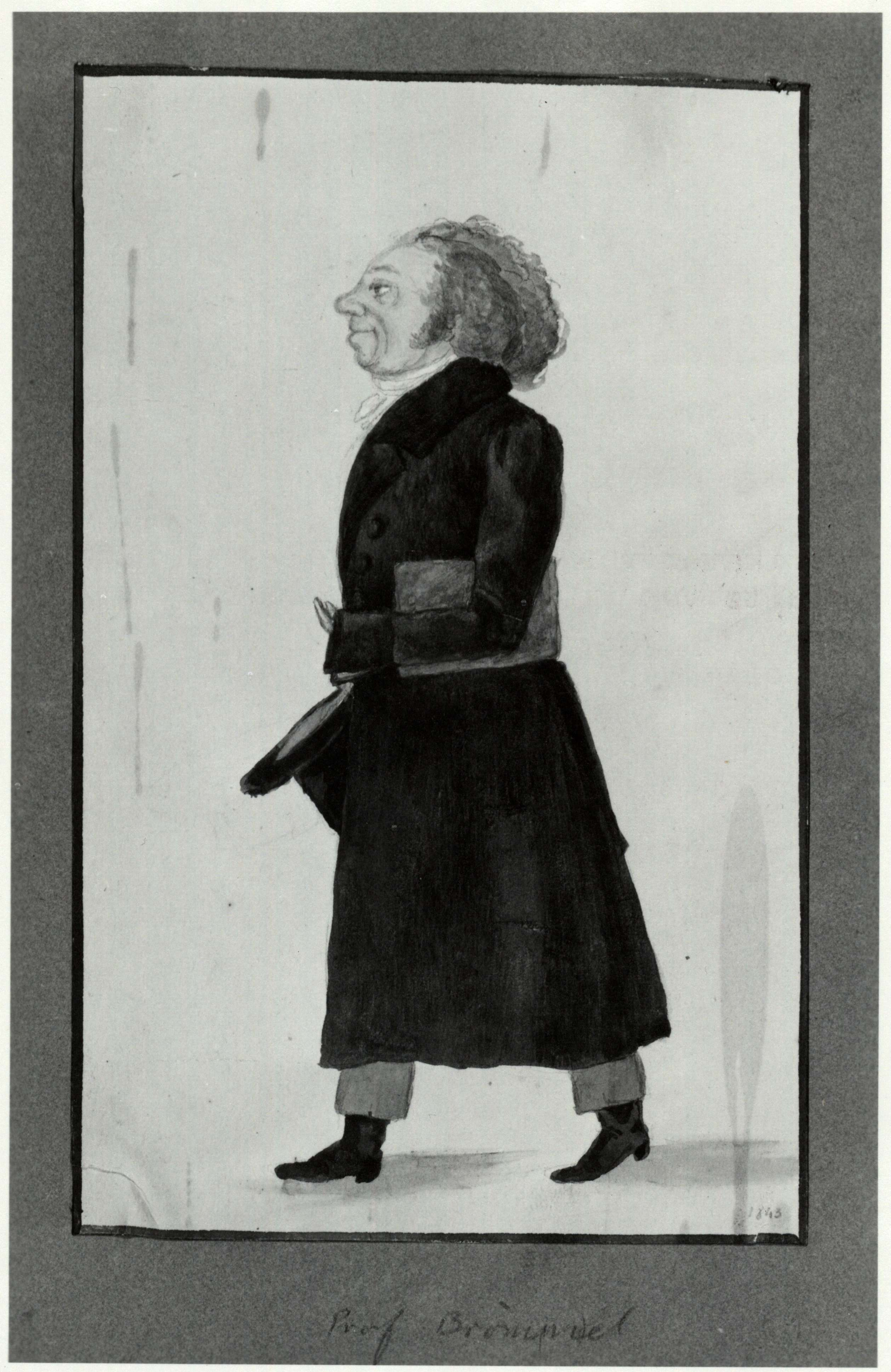
Friedrich Brömmel (Karikatur von Theodor Meyer-Merian, 1843)

Friedrich Brömmel (* 27. Juni 1791 in Goslar; † 31. Januar 1856) war ein deutsch-schweizerischer Historiker.

## Leben
Brömmel studierte ab 1810 an der Georg-August-Universität Göttingen (u. a. bei Arnold Heeren) und der Friedrichs-Universität Halle. Er wurde 1814 zum Dr. phil. promoviert und war ab 1820 Lehrer am Pädagogium in Halle. An der Universität Halle habilitierte er sich 1822 für Geschichte. 1823 ging er als ordentlicher Professor für Geschichte an die Universität Basel. 1836 war er dort Rektor.
Brömmel wurde 1844 in Basel eingebürgert.

## Schriften (Auswahl)
- Dissertatio qua demonstratur bella civilia Romanorum legibus Gracchorum agrariis falso imputari. Halle 1822 (Habilitationsschrift).
- Genealogische Tabellen zur Geschichte des Mittelalters bis zum Jahre 1273 mit sorgfältiger Angabe der Zeit und des Besitzes. Schweighauser, Basel 1846.